# Georges Signerin
Georges Signerin, né à Saint-Georges-de-Reneins (Rhône) et mort le 16 juillet 1934 à Villacoublay (Yvelines), était un aviateur français. Pilote d'essai chez Breguet durant l'entre-deux-guerres, il était titulaire de deux records du monde.

## Distinctions
- Chevalier de la Légion d'honneur[2]